# Stensvattsberget
Stensvattsberget är ett naturreservat i Bjurholms kommun som ligger öster om sjön Stensvattnet. Det utgörs av ett bergsmassiv med mellanliggande myrmarker. 
Flera rödlistade arter finns i reservatet: dvärgbägarlav, lunglav och nattviol.
Reservatet består till stor del av naturskog. Området ligger nästan helt ovanför högsta kustlinjen. Den ligger vid ungefär 265 meter över havet. Efter istiden låg reservatet då på stranden av en ö.